# 淡路 (大阪市)
淡路（日文：あわじ），是一個於大阪府大阪市東淀川區的地名（町丁），主要可以分為淡路、東淡路和西淡路三區域。現今大字是從淡路一丁目至淡路五丁目，東淡路一丁目至東淡路五丁目和西淡路一丁目至西淡路六丁目。
中心區域主要有阪急電鐵京都本線和千里線交錯的淡路站，和大阪東線的JR淡路站。車站附近也有商店街。

## 概述
| 丁目       | 戶數    | 人口    |
| ---------- | ------- | ------- |
| 淡路一丁目 | 789戶   | 1,333人 |
| 淡路二丁目 | 691戶   | 1,085人 |
| 淡路三丁目 | 1,514戶 | 2,310人 |
| 淡路四丁目 | 1,166戶 | 1,764人 |
| 淡路五丁目 | 1,245戶 | 1,907人 |
| 計         | 5,405戶 | 8,399人 |

| 丁目         | 戶數    | 人口    |
| ------------ | ------- | ------- |
| 東淡路一丁目 | 2,054戶 | 3,920人 |
| 東淡路二丁目 | 569戶   | 926人   |
| 東淡路三丁目 | 700戶   | 1,115人 |
| 東淡路四丁目 | 843戶   | 1,301人 |
| 東淡路五丁目 | 500戶   | 827人   |
| 計           | 4,666戶 | 8,089人 |

| 丁目         | 戶數    | 人口     |
| ------------ | ------- | -------- |
| 西淡路一丁目 | 1,607戶 | 2,084人  |
| 西淡路二丁目 | 649戶   | 1,118人  |
| 西淡路三丁目 | 1,611戶 | 2,558人  |
| 西淡路四丁目 | 1,003戶 | 1,493人  |
| 西淡路五丁目 | 1,003戶 | 1,782人  |
| 西淡路六丁目 | 621戶   | 1,150人  |
| 計           | 6,494戶 | 10,185人 |

- 大阪市東淀川區
  - 淡路1-5丁目
  - 西淡路1-6丁目
  - 東淡路1-5丁目

## 主要設施
| - 大阪市立男女共同參畫中心（北部館） - 大阪市立東淀川圖書館 | - 大阪市立淡路中學校 - 大阪市立淡路小學校 - 大阪市立西淡路小學校 - 大阪市立東淡路小學校 | - 淡路本町商店街 - 東淡路商店街 | - 東淀川淡路郵便局 - 東淀川東淡路郵便局 - 東淀川西淡路郵便局 |

## 交通

### 公路
- 大阪府道14號大阪高槻京都線（淀川通）

## 資料來源
1. ↑  . 大阪市. 2019-07-26  [2019-10-04]. （原始内容存档于2020-11-01） （日语）.
2. ↑  . 日本郵便.   [2019-08-15]. （原始内容存档于2021-09-20）.